# جواز سفر جمهورية الكونغو الديمقراطية
يتم إصدار جواز سفر جمهورية الكونغو الديمقراطية لمواطني جمهورية الكونغو الديمقراطية للسفر الدولي.
أبطلت الحكومة رسميًا جميع جوازات السفر غير التابعة لسلسلة OB في 1 يناير 2010 حتى لو كان تاريخ انتهاء الصلاحية بعد 1 يناير 2010.
تكلفة جواز السفر 185 دولار أمريكي. أفادت الأنباء أن الحكومة الكونغولية تحصل على حصة قدرها 65 دولارًا أمريكيًا، فيما يذهب الباقي إلى شركة سيملكس البلجيكية والشركة الإماراتية LRPS. ولم يُمنح العقد مع هذه الشركات في مناقصة عامة ، وزُعم أن الشركتين تربطهما علاقات بالرئيس الكونغولي جوزيف كابيلا.
اعتبارًا من 2 يوليو 2019 كان مواطنو جمهورية الكونغو الديمقراطية يتمتعون بدخول 41 دولة وإقليم بدون تأشيرة أو تأشيرة عند الوصول، مما يضع جواز سفر جمهورية الكونغو الديمقراطية في المرتبة 99 من حيث حرية السفر وفقًا مؤشر هينلي لجوازات السفر.

## السفر بدون تأشيرة
البلدان التالية تسمح تأشيرة مجانية أو تأشيرة دخول على أساس وصوله للسفر المواطنين الكونغوليين :

### أفريقيا
| البلدان والأقاليم | شروط الحصول |
| ----------------- | --- |
| الرأس الأخضر      | أصدرت التأشيرة لدى وصولهم |
| جزر القمر         | وحرر 24 ساعة تأشيرة العبور صدر لدى وصوله إلى المطار. في غضون 24 ساعة هذا يجب تحويلها إلى تأشيرة كاملة في مكتب الهجرة في موروني (رسوم مستحقة الدفع) |
| جيبوتي            | شهر واحد، تصدر التأشيرة عند الوصول |
| غامبيا            | يمنح تأشيرة عبور لمدة 24-72 ساعة عند الوصول. ويجب أن يتم تحويلها إلى تأشيرة كاملة صالحة حتى شهر واحد في دائرة الهجرة في بانجول (رسوم مستحقة الدفع) |
| كينيا             | 3 أشهر، تصدر تأشيرة عن الوصول مقابل 50 دولارا |
| مدغشقر            | تأشيرة دخول لمدة 90 يوما تصدر لدى الوصول مقابل 140,000 أرياري مدغشقري                                                                              |
| موزمبيق           | 30 يوما من إصدار تأشيرة دخول لدى الوصول مقابل 25 دولارا أمريكيا نسخة محفوظة 14 مايو 2009 على موقع واي باك مشين.                                    |
| رواندا            | 3 أشهر |
| سيشل              | شهر واحد نسخة محفوظة 29 سبتمبر 2007 على موقع واي باك مشين.                                                                                         |
| تنزانيا           | 3 الشهر تأشيرة صادرة عن وصول 50 دولارا |
| توغو              | 7 التأشيرات الصادرة اليوم لدى وصوله |
| أوغندا            | 3 الشهر isused تأشيرة دخول لدى وصولهم إلى 50 دولارا                                                                                                |
| زامبيا            | 90 days |
| زيمبابوي          | 3 أشهر |

### الأمريكتين
| البلدان والأقاليم       | شروط الحصول |
| ----------------------- | ----------- |
| دومينيكا                | 6 أشهر      |
| الإكوادور               | 90 يوماً     |
| هايتي                   | 3 أشهر      |
| سانت كيتس ونيفيس        | 14 يوماً     |
| سانت فينسنت والغرينادين | شهر واحد    |

### آسيا
| الدول والأقاليم | شروط الوصول                                              |
| --------------- | -------------------------------------------------------- |
| أرمينيا         | 120 يوماً، تصدر الفيزا عند الوصول مقابل AMD 15,000        |
| أذربيجان        | 30 يوماً، تصدر الفيزا عند الوصول مقابل 100 دولاراً أمريكياً |
| بنغلاديش        | 90 يوماً، تصدر الفيزا عند الوصول مقابل 50 دولاراً أمريكياً  |
| كمبوديا         | 30 يوماً، تصدر الفيزا عند الوصول مقابل US$ 20             |
| جورجيا          | 360 يوماً، تصدر الفيزا عند الوصول مقابل 100 GEL           |
| لاوس            | 30 يوماً، تصدر الفيزا عند الوصول مقابل US$ 30             |
| المالديف        | 30 يوماً                                                  |
| ماكاو           | 30 يوماً، تصدر الفيزا عند الوصول مقابل 100 MOP            |
| نيبال           | 15/30/90 day تصدر الفيزا عند الوصول مقابل $25/50/100     |
| الفلبين         | 21 يوماً                                                  |
| سنغافورة        | 30 يوماً                                                  |
| سوريا           | 15 يوماً، تصدر الفيزا عند الوصول                          |
| تيمور الشرقية   | 30-day تصدر الفيزا عند الوصول مقابل US$30                |

### أوروبا
| الدول والأقاليم | شروط الوصول |
| --------------- | ----------- |
| كوسوفو          | 90 يوماً     |

### أوقيانوسيا
| البلدان والأقاليم | شروط الحصول                                              |
| ----------------- | -------------------------------------------------------- |
| جزر كوك           | 31 يوماً                                                  |
| ميكرونيسيا        | 30 يوماً نسخة محفوظة 25 يناير 2021 على موقع واي باك مشين. |
| نييوي             | 30 يوماً                                                  |
| بالاو             | 30 يوماً نسخة محفوظة 26 أبريل 2020 على موقع واي باك مشين. |
| ساموا             | 60 يوماً                                                  |
| توفالو            | 1 شهر                                                    |